# Psyllocamptus bermudae
Psyllocamptus bermudae is een eenoogkreeftjessoort uit de familie van de Ameiridae. De wetenschappelijke naam van de soort is voor het eerst geldig gepubliceerd in 1930 door Willey.